# Funningsfjørður

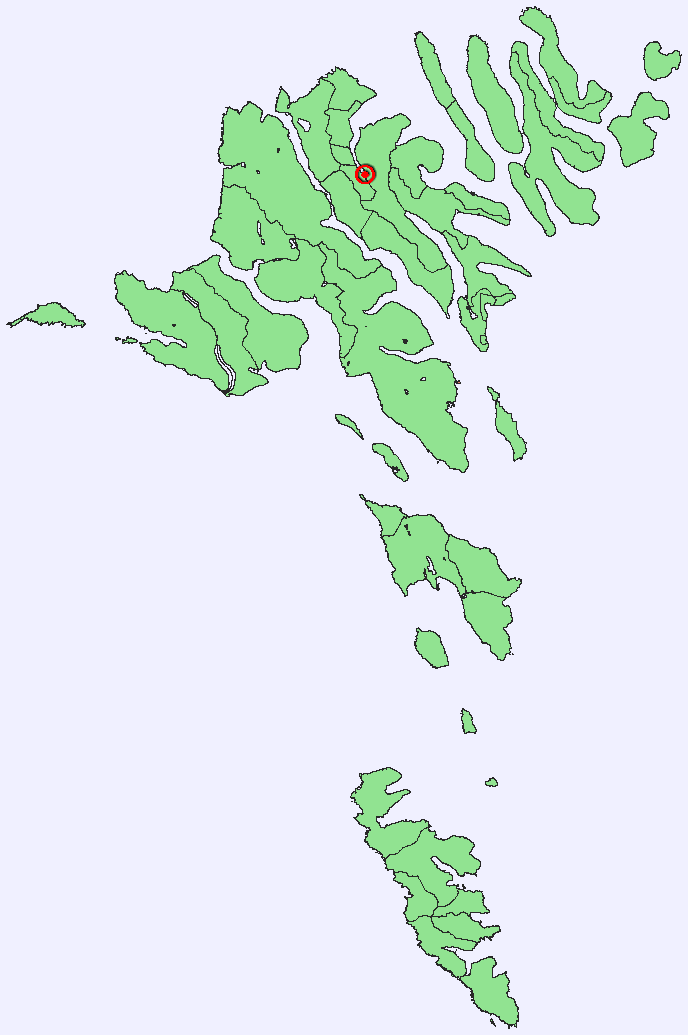
Localização da cidade nas Ilhas

Funningsfjørður é uma localidade localizada na costa oriental da ilha Eysturoy nas Ilhas Feroé, mais especificamente num fiorde de mesmo nome.
Tem uma população de 65 pessoas, e pertence à Comuna de Runavík.